# 道斯 (愛荷華州)
道斯（英語：Dows）是一個位於美國愛荷華州賴特縣和富蘭克林縣的城市。

## 地理
道斯的座標為42°39′25″N 93°30′08″W / 42.65694°N 93.50222°W，而該地的平均海拔高度為351米（即1152英尺）。

## 人口
根據2010年美國人口普查的數據，道斯的面積為2.07平方千米，當中陸地面積為1.99平方千米，而水域面積為0.08平方千米。當地共有人口538人，而人口密度為每平方千米259人。